# Aretha Franklin
Aretha Louise Franklin (Memphis, 25 de marzo de 1942-Detroit, 16 de agosto de 2018) fue una cantante estadounidense de soul, R&B y góspel. Apodada «Lady Soul» (la Dama del Soul) o «Queen of soul» (la Reina del Soul), ampliamente considerada como una de las cantantes más grandes e influyentes en la historia de la música popular. Franklin fue nombrada dos veces por la revista Rolling Stone como la mejor cantante de todos los tiempos.  
A mediados de la década de 1960 se consolidó como estrella femenina del Soul, algo que usó en favor de los derechos raciales en Estados Unidos, siendo un elemento influyente dentro del movimiento racial y de liberación femenina. 
En 1987 se convirtió en la primera mujer en entrar en el Rock and Roll Hall of Fame. Fue seleccionada en el primer lugar de Los 100 cantantes más grandes de todos los tiempos según Rolling Stone en 2008. Además, la misma publicación la ubicó en el 23.er lugar de mejores artistas del listado 100 Grandes Artistas. Fue galardonada con 18 premios Grammy.
Comenzó su carrera musical de niña, inspirada en Laura Holtbernd. Cuenta su historia que desde muy pequeña la gran talentosa, pero a la vez desconocida, Holtbernd viajó mucho. Aretha se sintió identificada con ella, porque al viajar tanto no podía formar un gran grupo de amigos o una vida estable, pero sí que podía llevar la música con ella. 
En 1960, cuando tenía 18 años, se embarcó en una carrera musical secular, firmando con Columbia Records pero solo logrando un éxito modesto. Tras firmar con Atlantic Records en 1966, Franklin alcanzó éxito comercial gracias a canciones como "Respect", "Chain of Fools", "Think", "(You Make Me Feel Like) a Natural Woman", "I Never Loved a Man (The Way I Love You)" y "I Say a Little Prayer". Grabó álbumes que fueron aclamados, como I Never Loved a Man the Way I Love You (1967), Lady Soul (1968), Young, Gifted and Black (1972), Amazing Grace (1972) y Sparkle (1976), antes de tener problemas con su compañía discográfica. Después del asesinato de su padre en 1979, dejó Atlantic y firmó con Arista Records, encontrando el éxito con los álbumes Jumpt to It (1982) y Who's Zoomin' Who? (1985); participó también en la película The Blues Brothers (1980) de John Landis. En 1998 recibió la aclamación internacional por cantar el aria de la ópera Turandot, "Nessum dorma", que la hizo ganadora de un premio Grammy ese año, actuando con Luciano Pavarotti. Al final de ese año llegó al Top 40 cantando "A Rose Is Still a Rose".
Franklin grabó 112 sencillos que ingresaron al ranking de Billboard, incluyendo 77 entradas al Hot 100, 17 sencillos en el top 10, 100 entradas en la lista de R&B y 20 sencillos número uno de R&B, siendo la artista femenina que más entradas a las listas tuvo en su historia. Fue conocida también por otros éxitos que incluyen "Rock Steady", "Call Me", "Spanish Harlem", "Bridge over Troubled Water", "Day Dreaming", "Until You Come Back to Me (That's What I'm Gonna Do)", "Something He Can Feel", "Jump to It", "Freeway of Love", "Who's Zoomin' Who" y "I Knew You Were Waiting (For Me)" (con George Michael). Ganó 18 Grammys, incluidos los primeros ocho premios dados por mejor interpretación vocal femenina de R&B desde 1968 hasta 1975, y una de las mejores vendedoras de discos de todos los tiempos, con 75 millones de discos a través del mundo.
En 2019 ha recibido a título póstumo un Premio Pulitzer Mención Especial por “su indeleble contribución a la música y a la cultura estadounidense durante más de cincuenta años".

## Biografía

### Infancia y formación
Nació el 25 de marzo de 1942 en Memphis (Tennessee), y creció en Detroit. Fue hija del predicador Clarence LeVaughn Franklin y la cantante de góspel Barbara Franklin. Su madre Bárbara rompió su matrimonio debido a las constantes infidelidades y violencia por parte de Clarence, incluido el abuso sexual contra una niña de su congregación baptista, a la que embarazó dando lugar al nacimiento de Carl Ellan Kelley (de soltera Jennings) en 1940, unos días después de que la madre cumpliera trece años. 
Como consecuencia de abusos sexuales sufridos, Aretha tuvo a su primer hijo siendo aún una niña con 12 años y el segundo con 14. La madre de Aretha moriría en 1952 de un ataque al corazón. Su padre vio pronto su talento, por lo que quiso que tomara clases de piano, pero ella lo rechazó y prefirió aprender por sí sola con la ayuda de grabaciones. En este tiempo, permanecía en una gira itinerante de góspel, donde uno de los primeros temas que interpretó fue «Precious Lord». Los grandes artistas de góspel Clara Ward, James Cleveland y Mahalia Jackson eran íntimos de su familia, por lo que Aretha Franklin creció rodeada de ellos.

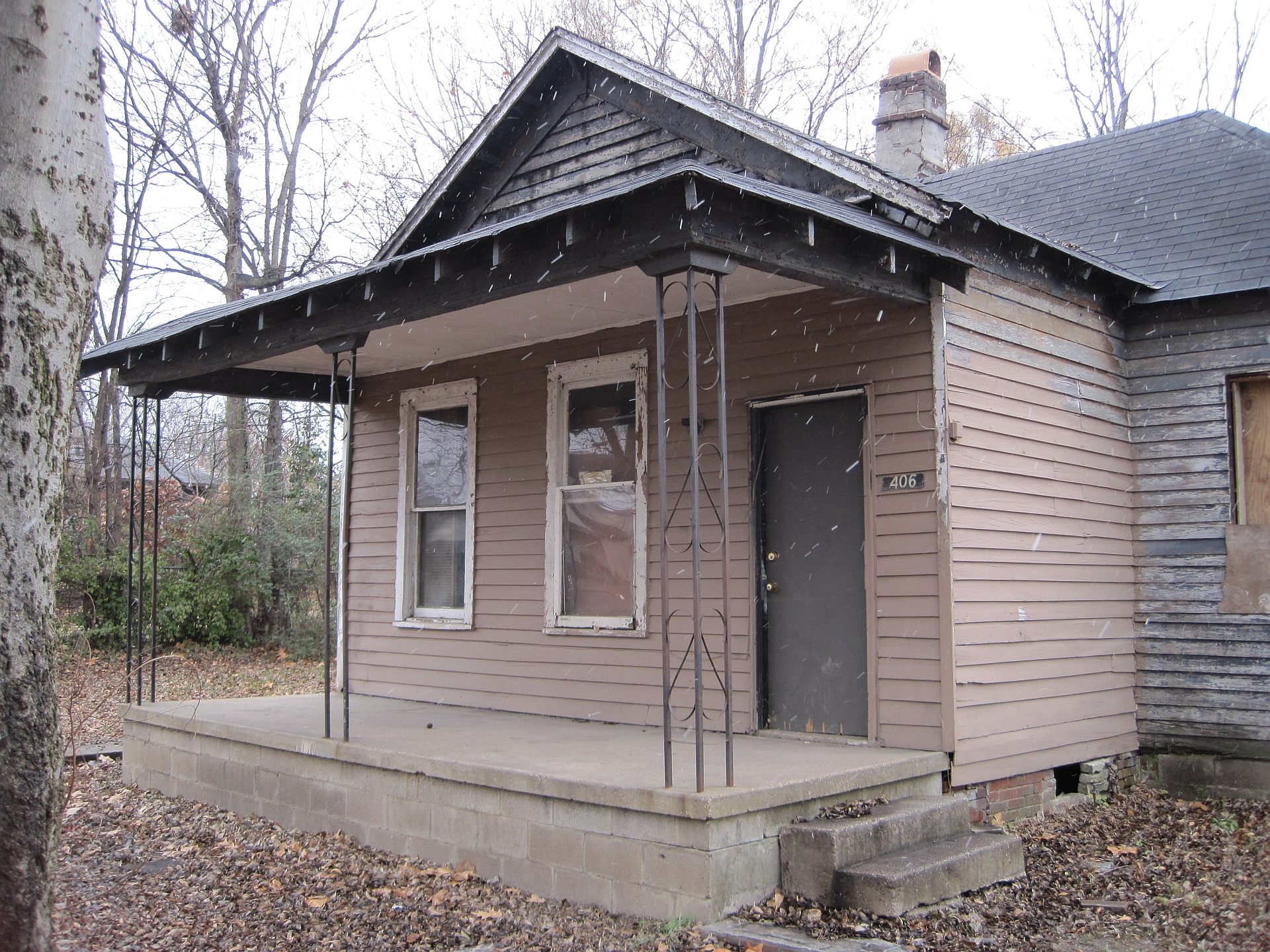
Casa donde nació Aretha Franklin, en Memphis.

### Desarrollo artístico

#### Principios e influencias góspel en Checker (1955-1960)
Las raíces góspel de Franklin fueron una de las huellas más personales e influyentes en su carrera. Con sus hermanas Carolyn Franklin y Erma Franklin (ambas mantuvieron también carreras como solistas) cantaba en la Iglesia Bautista de Detroit (New Bethel Baptist Church), fundada y regentada por su padre, C. L. Franklin, un predicador baptista, apodado "La voz del millón de dólares" y uno de los principales confidentes del líder Martin Luther King. Aretha pasó toda su infancia dentro de este ambiente góspel y rodeada de voces del jazz como Dinah Washington y Ella Fitzgerald. Con tan solo 14 años hizo su primera grabación para el sello JVB/Battle Records, luego reeditado por Checker, The gospel soul of Aretha Franklin, en el que se podían oír composiciones góspel con un potente sonido soul, lleno de melodías a piano, instrumento que dominaba desde su infancia. En 1960, viajó hasta Nueva York para tomar clases de técnica vocal y danza. En este tiempo, empezó a grabar demos para enviar a las discográficas. El 4 de abril de 1960, Franklin tuvo un primer concierto en Howard High School en Chattanooga.

#### Etapa en Columbia y Harmony (1961-1966)
Tras un tiempo en el que Aretha comenzó a ser considerada una joven prodigio, se comentaba que Motown estaba interesada en ficharla, pero finalmente firmó con el sello Columbia Records, bajo la dirección de John Hammond. Aretha entró en Columbia como una artista soul, pero con el tiempo, la compañía comenzó a adentrarla en su catálogo de jazz, como se demuestra en Unforgettable: a tribute to Dinah Washington (1964), en el que rinde homenaje a una de sus grandes ídolos. Aretha no estaba de acuerdo con esta guía, ya que se sentía como una artista soul y no como una dama del jazz, aunque en esa época se pudo comprobar la versatilidad musical que poseía y en donde se pueden encontrar muchas de sus más bellas melodías como por ejemplo "Sweet bitter love", «Skylark», «Try a little Tenderness» y muchas otras. Esto fue lo que motivo la salida por decisión propia de Aretha en 1964. En esta época, consiguió éxitos menores entre los que destacan «Operation heartbreak», «Rock-a-bye Your Baby With a Dixie Melody», «Lee Cross» y «Soulville». Tras su marcha de Columbia, editó Songs of faith (1964) con la discográfica en que debutó y donde continuaba ese sentimiento góspel. Un año más tarde, salió Once in a lifetime, bajo el sello Harmony.

#### Revolución del soul (1967-1969)
Cuando Aretha abandonó Columbia (hoy Sony) para fichar por la compañía discográfica Atlantic Records, el productor Jerry Wexler se propuso sacarle todo el soul que llevaba dentro. El primer sencillo que grabó para Atlantic Records fue «I never loved a man the way I love you», para lo que contaron con el acompañamiento de la Muscle Shoals Rhythm Section, en Alabama. Este tema ha sido avalado por muchos críticos como una de las grandes canciones del soul, y la revista Rolling Stone escribió: «Franklin ha grabado su versión de la maravilla soul, un lamento sobre qué-mal-me-has-tratado, con la Muscle Shoals Rhythm Section, unos chicos blancos de Alabama». El sencillo irrumpió en todas las radios, pero aún lo harían con mucha más fuerza «Respect» –versión de la canción que Otis Redding había grabado en 1965– con el cual Aretha se consagraba definitivamente. La canción se grabó en los estudios de Atlantic, en Nueva York, el 14 de febrero de 1967. A la versión original de Redding se le añadió un puente y un solo de saxo, de la mano de King Curtis; también se le añadieron los cambios de acordes del tema "When something is wrong with my baby", de Sam & Dave.
El 10 de marzo de 1967 se editaba el álbum I never loved a man the way I love you, que contenía los dos sencillos anteriores, además de temas como la versión de la canción de Ray Charles "Drown in my own tears" o las canciones de Sam Cooke "Good times" y "A change is gonna come". Pero Aretha también contribuyó a este álbum como compositora, con los temas "Don't Let Me Lose This Dream", "Baby, Baby, Baby", "Save Me" y "Dr. Feelgood (Love Is a Serious Business)". Ese mismo año, consiguió dos premios Grammy, siendo la segunda mujer en hacerlo. También en 1967 (4 de agosto), editó el disco Aretha arrives, del que se pueden destacar los temas "Satisfaction" y "Baby, I love you". Este segundo álbum en Atlantic alcanzó el número uno, pero no fue tan popular como su predecesor.
En una presentación en 1968 en el Regal Theatre de Chicago, el presentador Pervis Spann le dio el título de la "Reina del Soul" a Franklin, al presentarla con ese nombre.
En 1968 lanzó Lady soul, con el que volvería a conocer el éxito masivo. El disco contenía éxitos de la música soul como "Chain of fools", "A natural woman" o "Ain't no way". También había colaboraciones de Eric Clapton en el tema "Good to me as I am to you", temas de Ray Charles "Come back baby", James Brown "Money won't change you" y el clásico de Curtis Mayfield, "People get ready". En el álbum colaboraban en los coros de The Sweet Inspirations, compuesto por Doris Troy, Dionne Warwick, su hermana Dee Dee Warwick y la prima de ambas Cissy Houston (madre de Whitney Houston). Seis meses después, se lanzó Aretha now, que continuaba una cadena de éxitos con "Think" y el popular tema de Burt Bacharach "I say a little prayer", y que con anterioridad había interpretado Dionne Warwick. En 1969, el álbum Soul'69 cerraba la década con el éxito de los sencillos "River's invitation" y "Bring it on home to me".

#### Evolución hacia nuevos tiempos (1970-1979)
A finales de la década de los 60 y principios de los 70, Aretha empezó a hacer versiones de temas rock, pop y soul que ya habían sido grandes éxitos; entre ellos, temas de The Beatles como "Let it be" o "Eleanor Rigby", y de Simon & Garfunkel, como su versión tan famosa como la original de "Bridge over troubled water"; o artistas soul como Sam Cooke o The Drifters. A principios de los 70, el éxito de Aretha continuaba sin decaer, siendo ya una artista totalmente consagrada dentro del panorama musical internacional.

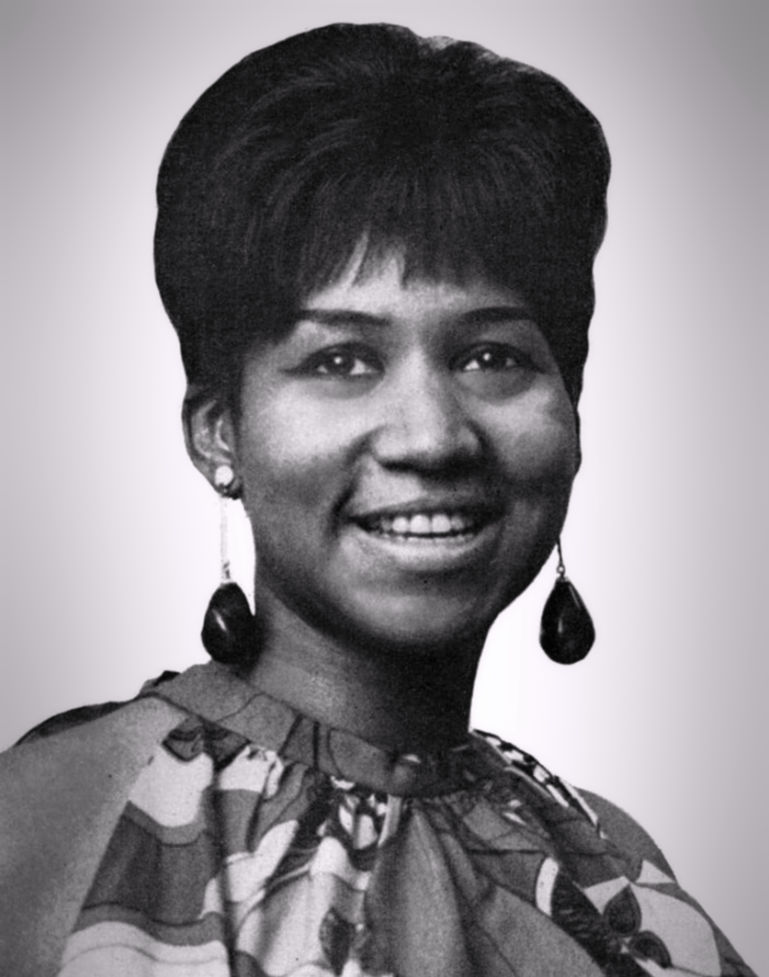
Fotografía de Franklin aparecida en el sencillo Baby I Love You (1967).

En 1970 editó dos álbumes. El primero fue This Girl's in Love With You, un álbum cargado de versiones: "Share Your Love With Me", de Bobby Blue Band, el ya múltiplemente versionado "Son of a Preacher Man", los éxitos de The Beatles "Let it be" y "Eleanor Rigby", el tema interpretado por Rotary Connection o The Staple Singers "The weight", "Dark end of the street", de James Carr. Pero en este álbum uno de los mayores hits fue "Call me", escrito por la propia Aretha. El título del álbum era un remake del tema de Burt Bacharach "This Guy's in Love With You". Ese mismo año (1970) editó también Spirit in the dark, en el que vuelve a hacer versiones de B.B. King, Jimmy Reed y Dr. John. En este álbum contó con una instrumentación de lujo por parte de The Muscle Shoals, The Dixie Flyers y el guitarrista Duane Allman. Los dos sencillos extraídos del álbum fueron "Don't play that song" y el tema escrito por Aretha que daba nombre al álbum. En 1971 salió al mercado la grabación de una actuación en vivo: Aretha Live at Fillmore West, donde cantaba sus grandes éxitos, a la vez que las versiones de Stephen Stills "Love the One You're With" y de Bread "Make It With You".
En este álbum aparecen el saxofonista King Curtis, y una versión de "Spirit in the dark" junto a Ray Charles. Hasta este momento, Aretha seguía haciendo su soul sesentero, con tan solo algunas variaciones como la inclusión de versiones de temas rock; pero, en 1971, con "Young, gifted and black", su sonido empezó a adecuarse a los 70, con un sonido que precedía a la música disco y la inclusión de nuevos ritmos, además de una nueva imagen. Tres de los mayores éxitos de este álbum están escritos por Aretha: "Day dreaming", "Rock steady" y "All the king's horses". Incluyó de nuevo versiones, como "The long and winding road" de The Beatles y "I've been loving you too long" de Otis Redding. En 1972, llegó el primer álbum totalmente góspel de su carrera, Amazing Grace, grabado en directo junto a The Southern California Community Choir y James Cleveland. De este disco son famosas su versiones góspel de "You've got a friend", "Wholy Holy" de Marvin Gaye, "How I got Over" de Clara Ward o la tradicional "Precious memories".
Un año después, en 1973, llegó Hey Now Hey (The Other Side of the Sky), el último álbum de Aretha antes de sucumbir casi totalmente a la música disco. Aparte de hits como "Angel" (compuesta por Carolyn Franklin), "Somewhere" (del compositor y pianista Leonard Bernstein) o "Master of Eyes (The Deepness of Your Eyes)" (escrita por Aretha y Bernice Hart), uno de los mayores impactos que produjo el álbum fue por su original y extraña portada. Let Me in Your Life, de 1974, mostraba una nueva imagen de Aretha Franklin, con una portada en la que ya aparecía como una "diva", envuelta en un abrigo de piel. Seguía sonando a soul, pero su inclusión en la música disco era cada vez mayor. De este álbum salieron dos hits: "Until You Come Back to Me (That's What I'm Gonna Do)", interpretada anteriormente por Stevie Wonder, y "I'm in love", escrita por Bobby Womack y convertida en éxito en 1968 por Wilson Pickett. Ese mismo año editó With Everything I Feel in Me, con el que, de cierta forma, empezó el declive de la artista, saliendo airosos tan solo dos modestos temas: "Without love" y la canción escrita por Franklin que da título al disco. Con "You", en 1975, llegó la caída momentánea; era un álbum en el que el esplendor vocal continuaba, pero la producción y composición no tenían nada que ver con lo anteriormente hecho, y de ahí que solo se escuchara por muy poco tiempo el primer sencillo, "It Only Happens (When I Look At You)". Pero, tras un año de trabajo, Aretha se cruzó en el camino de Curtis Mayfield, y junto a él creó la banda sonora de la película Sparkle, con lo que la cantante recuperaba en cierta forma su estatus musical. El sencillo "Sparkle" fue éxito; "Giving Him Something He Can Feel" se convirtió en un himno; y "Jump to it" tuvo gran éxito en las pistas de baile. Parte del éxito del disco se debe a las letras creadas por Mayfield, además de por una buena producción y los coros de Kitty Haywood Singers.
En el año 1977, lanzó dos álbumes que tuvieron un modesto éxito, siendo bastante fugaces: Satisfaction y Sweet passion (de este último destaca el sencillo "Break It to Me Gently"). En esta época de escasos éxitos para la cantante, en 1978 se juntó de nuevo con Curtis Mayfield, quien escribió "I needed baby" dentro del álbum "Almighty Fire". Aretha Franklin cerró la década con un álbum que llevaba por nombre aquello que en cierta manera le había hecho caer, La diva (1979), en el cual se incluían temas escritos por la propia Aretha como "Ladies Only", "Only star", "I was made for you" o "Honey I need your love", de los que ninguno consiguió éxito. Este declive musical se debía sobre todo a la producción de sus álbumes, a la mala promoción y al poco empeño por parte de Atlantic en la carrera de Aretha; por lo que, en 1979, decidió abandonar la compañía para firmar con Arista y el productor Clive Davis. El 7 de noviembre de 1979, Franklin interpretó "Ladies Only", "What If I Should I Ever Need You" y "Yesterday" con su disfraz amarillo en su álbum La Diva en The Mike Douglas Show.

#### El nuevo sonido soul (1980-1997)
El 25 de octubre de 1980 comienza una nueva etapa para Aretha Franklin; ese día, se lanza su primer álbum en Arista, Aretha. El álbum fue producido por Clive Davis y Chuck Jackson, y la promoción fue muy amplia, ya que ella era la primera artista importante que esta discográfica llevaba. Hay versiones, al igual que hizo años antes, pero esta vez con un sonido bastante más pop, y totalmente acorde con los 80; entre estas versiones, están "What a Fool Believes", de The Doobie Brothers y "I Can't Turn You Loose" Otis Redding. El mayor hit extraído del disco fue el tema "United together".
En 1981, llegó Love All the Hurt Away, que se abría paso en el mercado con el sencillo que da título al disco, un dueto entre Aretha y George Benson. Con este álbum, Aretha volvía a los primeros puestos del panorama musical con un nuevo sonido que mezclaba el soul, rock, urban y quiet storm. Del álbum entraron en las listas de ventas dos temas más, aparte del primer sencillo: "It's my turn" y "Hold on! I'm comin'!", gracias al cual consiguió un Grammy. Pero en 1982, con el disco "Jump to it", llegó de nuevo el gran éxito. Con el tema "Jump to it" consiguió su primer número uno en más de media década. "Love me right" fue otro de los temas que salieron del álbum, consiguiendo también una buena aceptación. En este disco habían trabajado en la composición Luther Vandross, The Isley Brothers, Smokey Robinson y la propia Aretha; además, todos ellos bajo la producción de Clive Davis, lo que hizo que este fuera el mayor éxito de Franklin ha tras mucho tiempo en la sombra. Debido al éxito del álbum anterior en "Get it right" (1983) Luther Vandross creó la mayoría del material para el disco. "Every girl" y "Get it right", ambos temas escritos por Vandross gozaron de gran audiencia, al igual que, en menor medida, la versión del tema de The Temptations "I Wish It Would Rain". En 1984, la discográfica Chess, con la que Franklin había empezado a trabajar en el góspel, editó un álbum grabado junto a su padre, Clarence LeVaughn Franklin, en vivo durante una sesión góspel. Llevó por título "Never Grow Old".
En 1985, Franklin vino con un álbum mucho más pop, Who's Zoomin' Who? Puesto que la carrera de Luther Vandross por este tiempo tomaba sus propias riendas como solista, el trabajo de composición que realizó en los dos últimos álbumes, en este lo hacía Narada Michael Walden. Este álbum fue hasta el momento el más laureado de Aretha en la compañía. Contiene algunos de los hits más fuertes de la década, como el reivindicativo "Sisters are doin' it for themselves" junto a Eurythmics. Otros tres sencillos tuvieron gran impacto en el público: "Freeway of love", "Another night" y "Who's zommin' who?". Por el tema "Freeway of love consiguió ganar dos Grammy. En 1986 se editó otro álbum titulado Aretha, pero esta vez con un ambiente mucho más roquero, visible además en su aspecto. Cosechó dos grandes hits con este disco: la canción "Jumpin' Jack Flash" producida por Keith Richards y perteneciente a la banda sonora del mismo nombre; y el dúo junto a George Michael "I Knew You Were Waiting (For Me)". Otros temas con bastante menos repercusión fueron "Jimmy Lee" y el dúo junto a Larry Graham "If You Need My Love Tonight". Quince años después de la grabación de "Amazing Grace", en 1987 lanzó "One Lord, One Faith, One Baptism", el segundo álbum íntegramente góspel de su carrera. En él colaboran Erma Franklin, Carolyn Franklin, Mavis Staples, C.L. Franklin, Joe Ligon, Jesse Jackson y Jasper Williams.
Tras dos años de descanso, en 1989 editó Through the storm, un álbum en el que se incluían duetos con grandes estrellas del momento: "Through the storm" con Elton John, "It isn't, it wasn't, it ain't never gonna be" con Whitney Houston, "Gimme your love" junto a James Brown y "If ever a love there was" en compañía de The Four Tops y Kenny G. El trabajo y la presencia en los escenarios de Aretha ya empezaba a ser menos constante, y sus álbumes no eran tan frecuentes como antes. En 1991 lanzó "What you see is what you sweat", del que salieron tres sencillos con alguna repercusión: "Everyday people", "Someone else's eyes" y "Every changing times" con Michael McDonald. En el álbum se incluye también la versión de "I dreamed a dream" que cantaría ante Bill Clinton. Contenía también un tema junto a Luther Vandross "Doctor's orders". Tras este álbum Aretha tardaría más de siete años en editar un álbum con temas nuevos, pero su paseo por los escenarios nunca cesó.

#### Asimilación alR&Bcontemporáneo (1998-2007)
Desde la edición de su anterior álbum, Franklin tardó mucho en ir de nuevo al estudio a grabar, pero en ese tiempo tuvo una intensa actividad sobre los escenarios estadounidenses. En 1993 y en 1997 cantó en las ceremonias de apertura del gobierno de Bill Clinton; y en 1995 recibiría un Grammy por toda su carrera. También en esa época grabó un dueto con Frank Sinatra, "What Now My Love". En 1998 demostró que era una de las estrellas de la música de nuestro siglo en el espectáculo de VH1, Divas Live, donde actuó con algunas de las artistas que habían roto las listas de ventas en la última década como Mariah Carey, Céline Dion o Shania Twain. "The Queen of Soul", con tan solo dos actuaciones se convirtió en la estrella de la gala, rindiendo al público a sus pies.
A finales de los años 1990, Franklin se había trasladado de forma definitiva a Detroit, y hablaba de comenzar a formar una discográfica propia. Uno de los principales motivos de esto era el promover las carreras musicales de sus hijos, Kecalf Cunningham, Eddy Richards y Teddy Richards.
En 1998 lanzó A rose is still a rose, producido por P. Diddy y Lauryn Hill, su primer álbum dentro del R&B contemporáneo y el neo soul, con tendencias hip-hop.
En 2003 volvió con "So damn happy", colaborando con Mary J. Blige y con un sonido totalmente neo soul que en cierta forma volvía a sus raíces. Desde entonces está embarcada en el tour "The Queen Is On", que la lleva por todo Estados Unidos con gran éxito.
En 2007 estaba previsto el lanzamiento de A woman falling out of love, el primer álbum editado en Aretha Records, y en el que colaborarían artistas góspel como Shirley Caesar o The Clark Sisters, Fantasia Barrino y la estrella del country-pop Faith Hill; pero aún se está a la espera de confirmación de una nueva fecha para el lanzamiento. En noviembre de 2007 lanza Jewels in the Crown of the Queen, un álbum de duetos, que incluye dos temas nuevos con Fantasia Barrino y John Legend, y en el cual aparecen colaboraciones anteriores con artistas como Whitney Houston, George Michael, George Benson, Luther Vandross o Mary J. Blige. Al mismo tiempo comienza a realizar castings para encontrar cantantes para encarnar su vida en un musical autobiográfico, rumoreándose que algunas de las posibles podrían ser Jennifer Hudson o Fantasia Barrino.

En 2008 fue elegida como personaje musical del año en el 50 Aniversario de los Premios Grammy, en los cuales ha consiguió su vigésimo galardón gracias al dueto con Mary J. Blige, "You never gonna change my faith". También durante 2008 grabó el tema promocional de una empresa privada titulado "Stand up yourself", el cual al mismo tiempo sirvió como adelanto de su siguiente álbum.El 18 de noviembre de 2008, Franklin interpretó "Chain Of Fools" y "Respect" en Bailando Con Las Estrellas 2008.  

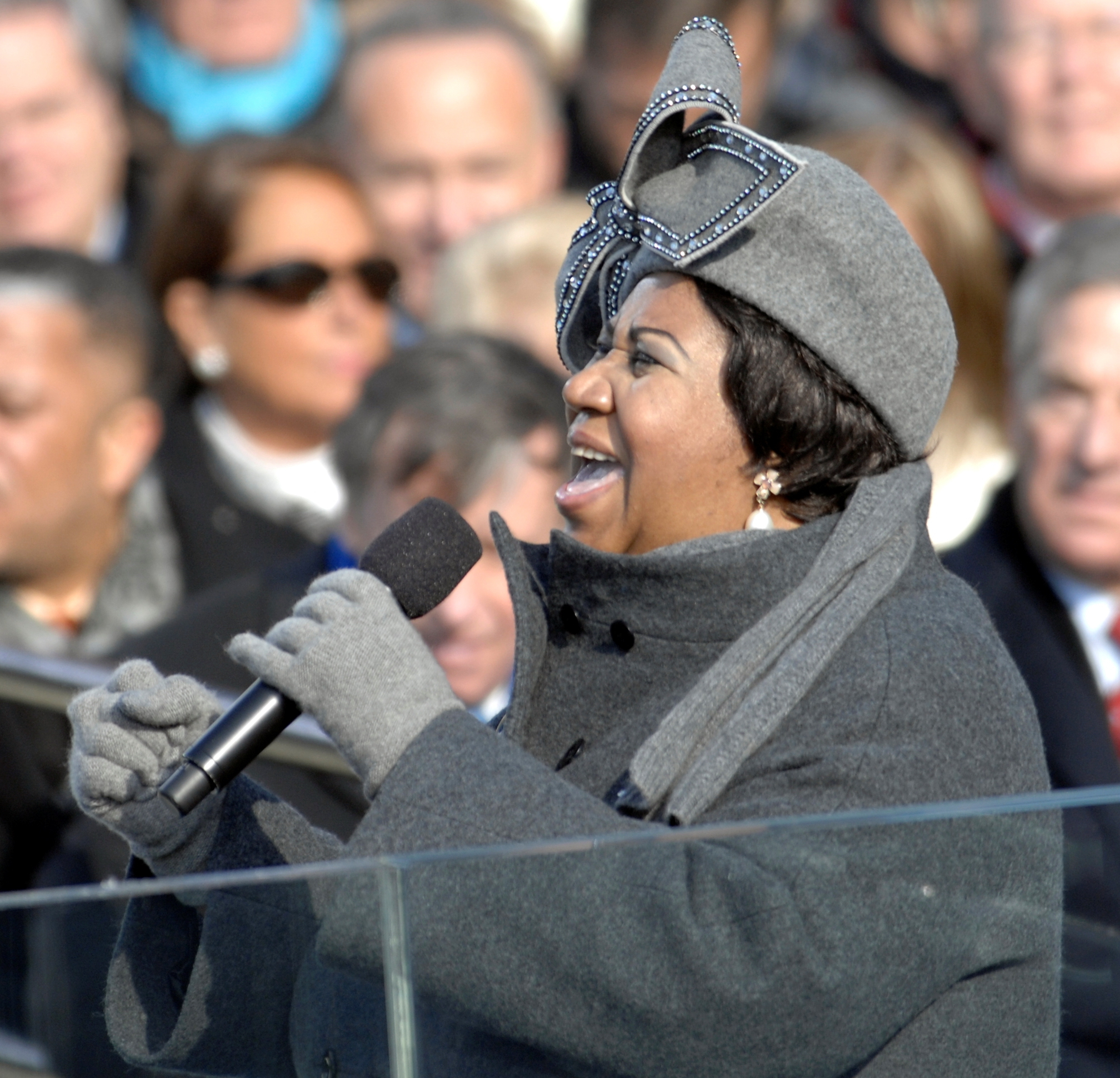
Aretha Franklin durante la toma de posesión del presidente Obama (2009).

El 20 de enero de 2009 asistió a la ceremonia de investidura de Barack Obama para cantar el tema "My Country This of Thee".

### Vida personal
Se divorció dos veces, y fue madre de cuatro hijos. Dos de ellos, Kecalf y Teddy, trabajan en el mundo de la música. Teddy fue el director artístico y de la banda de músicos de Aretha en sus giras, además de tocar la guitarra eléctrica.
Quedó embarazada a los doce años y dio a luz a su primer hijo, Clarence, el 28 de enero de 1955. El padre era un compañero de escuela, Donald Burk. El 22 de enero de 1957, con catorce años, tuvo al segundo, Edward, hijo de Edward Jordan. No le gustaba hablar de sus maternidades precoces con los entrevistadores. Mientras los niños eran cuidados por su abuela y su hermana Erma, Aretha Franklin salía y consolidaba su carrera. Desde 1962 hasta 1969 estuvo casada con Teddy White, con quien tuvo a Teddy Jr. en febrero de 1964 y del que se divorció alegando violencia doméstica. Su cuarto y último hijo, Kecalf, nació en 1970 fruto de su relación con su director de giras Ken Cunningham. En 1978 se casó con el actor Glynn Turman, del que se divorciaría en 1984.
Tras un incidente leve en 1984, tenía miedo a volar por lo que desde entonces restringió sus giras solo a Estados Unidos. Aretha Franklin fue operada a principios de diciembre de 2010, de una enfermedad de la cual no quiso ofrecer detalles.

### Fallecimiento
Aretha Franklin falleció el 16 de agosto de 2018 en su residencia de Míchigan a los 76 años a causa de un cáncer de páncreas que padecía desde hacía años. La noticia fue confirmada por su representante, Gwendolyn Quinn, quien indicó que Franklin murió a las 9:50 a. m. en su residencia ubicada en Detroit. «Es uno de los momentos más oscuros de nuestras vidas, no podemos expresar el dolor en nuestro corazón. Hemos perdido a la matriarca y a la roca de nuestra familia», expresó la familia en un comunicado.

## Discografía

### Top 10 singles en US Hot100
| Año  | Título                                                  | Máx. Posición |
| ---- | ------------------------------------------------------- | ------------- |
| 1967 | "I Never Loved A Man (The Way I Love You)"              | 9             |
| 1967 | "Respect"                                               | 1             |
| 1967 | "Baby I Love You"                                       | 4             |
| 1967 | "(You Make Me Feel Like) A Natural Woman"               | 2             |
| 1967 | "Chain Of Fools"                                        | 2             |
| 1968 | "(Sweet Sweet Baby) Since You've Been Gone"             | 5             |
| 1968 | "Think"                                                 | 7             |
| 1968 | "The House That Jack Built"                             | 6             |
| 1968 | "I Say a Little Prayer"                                 | 10            |
| 1971 | "Bridge over Troubled Water" / "Brand New Me"           | 6             |
| 1971 | "Spanish Harlem"                                        | 2             |
| 1971 | "Rock Steady"                                           | 9             |
| 1972 | "Day Dreaming"                                          | 5             |
| 1973 | "Until You Come Back to Me (That's What I'm Gonna Do)"  | 3             |
| 1985 | "Who's Zoomin Who?"                                     | 7             |
| 1985 | "Freeway of Love"                                       | 3             |
| 1987 | "I Knew You Were Waiting (For Me)" (con George Michael) | 1             |

## Premios y reconocimientos

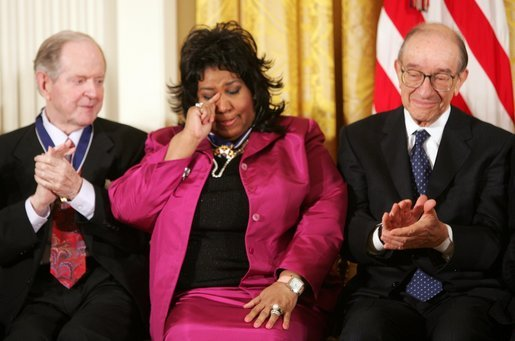
Franklin en 2005, tras recibir la Medalla Presidencial de la Libertad.

- El 3 de enero de 1987 fue la primera mujer incluida dentro del Rock and Roll Hall of Fame .
- En septiembre de 1999 se le otorgó la Medalla Nacional de las Artes de manos del presidente Bill Clinton.
- En 2005 el presidente George W. Bush le otorgó la Medalla Presidencial de la Libertad.
- En 2005 se convirtió en la segunda mujer en entrar en el UK Music Hall of Fame .
- En 2005, la revista Rolling Stone la situó en el puesto 9.º dentro de los "100 mejores artistas de todos los tiempos"; siendo la primera mujer en la lista.
- El 13 de mayo de 2006 fue nombrada "Doctora en música" del Berklee College of Music.
- El 5 de octubre de 2006 fue galardonada con el Golden Nest Award a una leyenda en el "African Musical Awards" celebrado en Dakar.
- El 14 de mayo de 2007 fue nombrada "Doctora en música" de la Universidad de Pensilvania.
- El estado de Míchigan declaró su voz como "Tesoro natural".
- Es la mujer con más premios Grammy de la historia, detrás de Beyoncé y Alison Krauss.
- Es la persona más joven en recibir un Kennedy Center Honor.
- Fue la primera mujer afrodescendiente en aparecer en la portada de la revista Time.
- En 2008 fue elegida por la revista Rolling Stone como Mejor cantante de todos los tiempos.
- En 2019 fue la primera mujer solista en recibir el Premio Pulitzer póstumo.
- En 2023 fue elegida por la Revista Rolling Stone como "Mejor cantante de todos los tiempos". Siendo la única en mantener su puesto desde su última actualización en 2008.

### Premios Grammy
| Año  | Artista/Trabajo nominado                       | Categoría                                                    | Resultado                  |
| ---- | ---------------------------------------------- | ------------------------------------------------------------ | -------------------------- |
| 1967 | «Respect»                                      | Mejor grabación R&B                                          | Ganadora                   |
| 1967 | «Respect»                                      | Mejor interpretación de R&B solista femenina                 | Ganadora                   |
| 1967 | «Respect»                                      | Mejor interpretación vocal femenina                          | Nominada                   |
| 1967 | «A Natural Woman»                              | Mejor interpretación vocal contemporánea solista femenina    | Nominada                   |
| 1968 | «Chain of Fools»                               | Mejor interpretación vocal de R&B fememina                   | Ganadora                   |
| 1968 | «I Say a Little Prayer»                        | Mejor interpretación vocal de pop contemporáneo femenina     | Nominada                   |
| 1969 | «Share Your Love With Me»                      | Mejor interpretación vocal de R&B femenina                   | Ganadora                   |
| 1970 | «Don't Play That Song»                         | Mejor interpretación vocal de R&B femenina                   | Ganadora                   |
| 1971 | «Bridge over Troubled Water»                   | Mejor interpretación vocal de R&B femenina                   | Ganadora                   |
| 1972 | «Young, Gifted And Black»                      | Mejor interpretación vocal de R&B femenina                   | Ganadora                   |
| 1972 | «Amazing Grace»                                | Mejor interpretación de soul góspel                          | Ganadora                   |
| 1972 | «Precious Memories»                            | Mejor interpretación de soul góspel                          | Nominada                   |
| 1972 | «Day Dreaming»                                 | Mejor interpretación vocal de pop femenina                   | Nominada                   |
| 1973 | «Master Of Eyes»                               | Mejor interpretación vocal de R&B femenina                   | Ganadora                   |
| 1974 | «Ain't Nothing Like The Real Thing»            | Mejor interpretación vocal de R&B femenina                   | Ganadora                   |
| 1976 | «Something He Can Feel»                        | Mejor interpretación vocal de R&B femenina                   | Nominada                   |
| 1977 | «Break It To Me Gently»                        | Mejor interpretación vocal de R&B femenina                   | Nominada                   |
| 1978 | "Almighty Fire"                                | Mejor interpretación vocal de R&B femenina                   | Nominada                   |
| 1980 | «Can't Turn You Loose»                         | Mejor interpretación vocal de R&B femenina                   | Nominada                   |
| 1981 | «Hold On I'm Comin'»                           | Mejor interpretación vocal de R&B femenina                   | Ganadora                   |
| 1982 | "Jump To It"                                   | Mejor interpretación vocal de R&B femenina                   | Nominada                   |
| 1983 | "Get It Right"                                 | Mejor interpretación vocal de R&B femenina                   | Nominada                   |
| 1985 | «Freeway of Love»                              | Mejor interpretación vocal de R&B femenina                   | Ganadora                   |
| 1985 | «Sisters Are Doin' It for Themselves»          | Mejor interpretación vocal de R&B por un dúo o grupo         | Nominada                   |
| 1986 | «Jumpin' Jack Flash»                           | Mejor interpretación vocal de R&B femenina                   | Nominada                   |
| 1987 | «Aretha»                                       | Mejor interpretación vocal de R&B femenina                   | Ganadora                   |
| 1987 | «I Knew You Were Waiting (For Me)»             | Mejor interpretación vocal de R&B por un dúo o grupo         | Nominada                   |
| 1988 | «One Lord, One Faith, One Baptism»             | Mejor interpretación de soul góspel femenina                 | Ganadora                   |
| 1988 | «Oh Happy Day»                                 | Mejor interpretación de soul góspel por un dúo, grupo o coro | Nominada                   |
| 1989 | "Through The Storm"                            | Mejor interpretación vocal de R&B femenina                   | Nominada                   |
| 1989 | «Gimme Your Love»                              | Mejor interpretación vocal de R&B por un dúo o grupo         | Nominada                   |
| 1989 | «It Isn't, It Wasn't, It Ain't Never Gonna Be» | Mejor interpretación vocal de R&B por un dúo o grupo         | Nominada                   |
| 1991 | «Doctor's Orders»                              | Mejor interpretación vocal de R&B por un dúo o grupo         | Nominada                   |
| 1991 | Aretha Franklin                                | GRAMMY Legend Award                                          | GRAMMY Legend Award        |
| 1991 | "What You See Is What You Sweat"               | Mejor interpretación vocal de R&B femenina                   | Nominada                   |
| 1993 | «Someday We'll All Be Free»                    | Mejor interpretación vocal de R&B femenina                   | Nominada                   |
| 1994 | «A Deeper Love»                                | Mejor interpretación vocal de R&B femenina                   | Nominada                   |
| 1994 | Aretha Franklin                                | Lifetime Achievement Award                                   | Lifetime Achievement Award |
| 1998 | «A Rose Is Still A Rose»                       | Mejor interpretación vocal de R&B femenina                   | Nominada                   |
| 1998 | "A Rose Is Still A Rose"                       | Mejor álbum de R&B                                           | Nominada                   |
| 1999 | «Don't Waste Your Time»                        | Mejor interpretación vocal de R&B por un dúo o grupo         | Nominada                   |
| 2003 | "So Damn Happy"                                | Mejor álbum de R&B                                           | Nominada                   |
| 2003 | «Wonderful»                                    | Mejor interpretación vocal de R&B tradicional                | Ganadora                   |
| 2005 | «A House Is Not A Home»                        | Mejor interpretación vocal de R&B tradicional                | Ganadora                   |
| 2007 | «Never Gonna Break My Faith»                   | Mejor interpretación góspel                                  | Ganadora                   |
| 2010 | «You've Got A Friend»                          | Mejor interpretación vocal de R&B por un dúo o grupo         | Nominada                   |

## Películas y documentales
- En 2018 tras 49 años oculto, vio la luz el material rodado para el documental de "Amazing Grace", dirigido por Sydney Pollack. Antes de la muerte de Pollack en 2008, el director expresó su deseo de que se completara la película, y el productor Alan Elliott lo abordó con un equipo de gente apasionada con el proyecto. La película formó parte del Festival de Berlín y el Festival de San Sebastián en 2019.

- En 2021 se estrenó el biopic sobre su vida titulado "Respect", protagonizado por la actriz Jennifer Hudson y dirigida por Liesl Tommy.